# Heinrich III. von Ravensburg
Heinrich III. von Ravensburg († 29. Juni 1237) war Fürstbischof von Eichstätt von 1232 bis 1237.

## Leben
Heinrich III. von Ravensburg stammte aus dem fränkischen Geschlecht Ravensburg. Die Stammburg dieser Würzburger Ministerialenfamilie war die heutige Ruine der Ravensburg bei Thüngersheim. Die Familie machte unmittelbar vor der Ernennung von Heinrich III. zum Bischof von Eichstätt von sich reden wegen der Ermordung des Würzburger Bischofs Konrad von Querfurt 1202 durch mehrere beteiligte Familienangehörige, die als Hauptschuldige angesehen wurden.
Heinrich III. von Ravensburg wurde mit Zuspruch der Mainzer Metropole 1212 als Bischof gegen Otto I. von Lobdeburg aufgestellt. Otto I., der kurzfristig aus Würzburg vertrieben wurde, konnte sich aber durchsetzen. Da die Familie von Querfurt und die Lobdeburger eng verwandt waren, ist dies als weiteres Ereignis im Ringen um eine Vormachtstellung der beiden Familien in Würzburg zu werten. 
Heinrich erschien um 1227 als Domherr in Mainz und bekleidete Funktionen auch in anderen Städten. Ab 1229 war er Eichstätter Domherr. Als Bischof war er mehrmals bei Versammlungen auf Reichsebene anwesend. Ohne Vorankündigung exkommunizierte er den Grafen von Dollnstein-Hirschberg. Ein Akt, der Papst Gregor IX. empörte, da er vorrangig auf die Durchsetzung der eigenen Landeshoheit abzielte. Unter seinem Nachfolger Friedrich II. von Parsberg, dem die Gegnerschaft mit dem Grafen und seinem Gefolge schwer zusetzte, wurden der Grafschaft letztlich Zugeständnisse abgerungen.